# Halve van Haarlem
De Halve van Haarlem is een hardloopwedstrijd over 21,1 km (halve marathon) die sinds 1985 jaarlijks wordt gehouden in Haarlem. Voor 2005, tot het wegvallen van de TROS als hoofdsponsor, heette het evenement Trosloop. Van 2005 tot en met 2013 heette het evenement "Zilveren Kruis Achmea Loop", genoemd naar de hoofdsponsor. Sinds 2014 is Vitaminstore hoofdsponsor en heet de loop de Vitaminstore Halve van Haarlem.
De loop is het grootste 1-daagse sportevenement van Haarlem en wordt georganiseerd door de stichting SportSupport. Start en finish zijn midden in het historische stadshart op de Grote Markt. Naast de halve marathon kent het evenement ook een loop over 5 km en 10 km en twee kinderlopen.

## Parcoursrecords
- Mannen: 1:01.09 - Benson Masya  Kenia (1995)
- Vrouwen: 1:11.12 - Wilma van Onna  Nederland (2000)

## Uitslagen
| Jaar              | Snelste man            | Land                | Tijd    | Snelste vrouw           | Land      | Tijd    |
| ----------------- | ---------------------- | ------------------- | ------- | ----------------------- | --------- | ------- |
| 24 september 2023 | Tim Tesselaar          | Nederland           | 1:10.45 | Eline Keet              | Nederland | 1:22.51 |
| 25 september 2022 | Sten Stoltenborg       | Nederland           | 1:09:51 | Eline Cox               | Nederland | 1:23:15 |
| 29 september 2019 | Ronald Schröer         | Nederland           | 1:07:45 | Lineke Kroon            | Nederland | 1:24:37 |
| 30 september 2018 | Christaan Bosselaar    | Nederland           | 1:09:48 | Heather Bray            | Nederland | 1:22:02 |
| 24 september 2017 | Edwin de Vries         | Nederland           | 1:06:37 | Nora Szabo              | Hongarije | 1:22:00 |
| 25 september 2016 | Kiptum James Barmasai  | Kenia               | 1:03.27 | Gichia Tabitha          | Kenia     | 1:13.35 |
| 27 september 2015 | James Kiptum Barmassai | Kenia               | 1:07.29 | Gladys Jeruto Cheboi    | Kenia     | 1:24.21 |
| 28 september 2014 | Evans Kipkoech         | Kenia               | 1:06.03 | Irene Mogaka Kemunto    | Kenia     | 1:16.18 |
| 29 september 2013 | Evans Kipkoech         | Kenia               | 1:07.16 | Leah Rotich             | Kenia     | 1:15.42 |
| 29 september 2012 | Evans Kipkoech         | Kenia               | 1:02.38 | Leonidah Mosop          | Kenia     | 1:15.38 |
| 25 september 2011 | Dickson Kimutai        | Kenia               | 1:03.07 | Brtukan Adeba           | Ethiopië  | 1:25.56 |
| 26 september 2010 | Wilfred Kipkosgei      | Kenia               | 1:02.36 | Susan Tanui             | Kenia     | 1:15.16 |
| 27 september 2009 | Stephen Koech          | Kenia               | 1:03.23 | Tenke Zoltani           | Colombia  | 1:21.56 |
| 28 september 2008 | Daniël Mukche          | Kenia               | 1:03.10 | Masila Ndunge           | Kenia     | 1:15.22 |
| 7 oktober 2007    | Jullius Muriuki        | Kenia               | 1:04.28 | Esther van Heerde       | Nederland | 1:25.58 |
| 30 september 2006 | Wirimari Juwayo        | Zimbabwe            | 1:05.24 | Regina Knoester         | Nederland | 1:31.07 |
| 25 september 2005 | Point Chaza            | Zimbabwe            | 1:05.25 | Kristijna Loonen        | Nederland | 1:16.49 |
| 26 september 2004 | Point Chaza            | Zimbabwe            | 1:05.54 | Ilonka Betjes-Langeberg | Nederland | 1:31.32 |
| 28 september 2003 | Peter Raburu           | Kenia               | 1:02.43 | Elvira Korir            | Kenia     | 1:16.04 |
| 29 september 2002 | Peter Raburu           | Kenia               | 1:05.23 | Barbara Kamp            | Nederland | 1:21.02 |
| 30 september 2001 | John Kipchumba         | Kenia               | 1:02.51 | Wilma van Onna          | Nederland | 1:14.33 |
| 24 september 2000 | Jackson Koech          | Kenia               | 1:02.07 | Wilma van Onna          | Nederland | 1:11.12 |
| 26 september 1999 | Gabriel Kiprono        | Kenia               | 1:03.59 | Rakiya Maraoui          | Frankrijk | 1:11.59 |
| 18 oktober 1998   | Barnabas Kosgei        | Kenia               | 1:02.52 | Dorota Gruca            | Polen     | 1:13.56 |
| 19 oktober 1997   | Isaac Chemobo          | Kenia               | 1:02.18 | Angelina Kanana         | Kenia     | 1:12.15 |
| 13 oktober 1996   | Joseph Kibor           | Kenia               | 1:02.42 | Angelina Kanana         | Kenia     | 1:11.33 |
| 15 oktober 1995   | Benson Masya           | Kenia               | 1:01.09 | Monika Deverova         | Tsjechië  | 1:13.43 |
| 16 oktober 1994   | Piotr Prusik           | Polen               | 1:04.08 | Anna Balosakova         | Slowakije | 1:12.50 |
| 17 oktober 1993   | Tadesse Woldemeskle    | Ethiopië            | 1:03.52 | Marianne van der Linden | Nederland | 1:18.10 |
| 18 oktober 1992   | Michael Carroll        | Verenigd Koninkrijk | 1:03.48 | Carla Beurskens         | Nederland | 1:14.44 |
| 20 oktober 1991   | Marti ten Kate         | Nederland           | 1:02.52 | Marianne van der Linden | Nederland | 1:16.16 |
| 21 oktober 1990   | Marti ten Kate         | Nederland           | 1:03.40 | Carla Beurskens         | Nederland | 1:13.00 |
| 17 september 1989 | Gerard Nijboer         | Nederland           | 1:04.39 | Joke Kleijweg           | Nederland | 1:16.31 |
| 23 oktober 1988   | John Vermeule          | Nederland           | 1:06.02 | Barbara Kamp            | Nederland | 1:17.54 |
| 20 september 1987 | Jos Sasse              | Nederland           | 1:05.45 | Jolanda Homminga        | Nederland | 1:17.57 |
| 21 september 1986 | Gerard Nijboer         | Nederland           | 1:09.08 | Marianne van der Linden | Nederland | 1:26.45 |
| september 1985    | Gerard Nijboer         | Nederland           | 1:07.18 | P. van der Maat         | Nederland | 1:39.46 |

Amersfoort ·
Amsterdam ·
Breda ·
Den Haag ·
Den Helder ·
Dordrecht ·
Drunen ·
Eindhoven ·
Egmond aan Zee ·
Enschede ·
Etten-Leur ·
Haarlem ·
Haarlemmermeer ·
Hoorn ·
Leeuwarden ·
Leiden ·
Linschoten ·
Monster ·
Nijmegen ·
Pijnacker ·
Schoorl ·
Spijkenisse ·
Terschelling ·
Texel ·
Utrecht ·
Venlo ·
Zandvoort ·
Zwolle